# Bytyç
Bytyç – wieś położona w północnej części Albanii w gminie Bytyç. Wieś znajduje się 114 kilometrów od stolicy państwa, Tirany.

## Demografia
Według spisu ludności z 1989 roku we wsi Bytyç mieszkało 940 mieszkańców.